# Anklamer Münzschatz

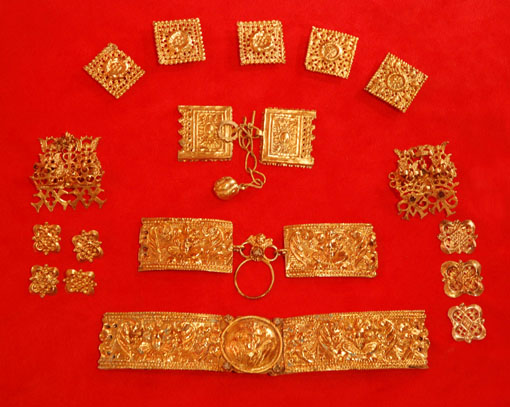
Teile des Hortfundes in der Ausstellung

Bei dem als Anklamer Münzschatz, auch Anklamer Münzfund bezeichneten Hortfund handelt es sich um einen Depotfund von 2579 Münzen sowie verschiedenen Schmuck- und Gebrauchsgegenständen aus der ersten Hälfte des 17. Jahrhunderts.

## Fundgeschichte
Der Fund wurde 1995 in der Hansestadt Anklam in Mecklenburg-Vorpommern gemacht und gilt als bedeutendster archäologischer Fund aus der Zeit des Dreißigjährigen Krieges in Pommern. Der Münzschatz befindet sich in der ständigen Ausstellung des Museums im Steintor (Dauerleihgabe des Landesamtes für Kultur und Denkmalpflege Mecklenburg-Vorpommern).
Bei der Ausgrabung eines spätgotischen Kellers aus dem 14. oder 15. Jahrhundert in der Anklamer Wollweberstraße 42 wurden in einer nachträglich in eine Feuerschutzwand gebrochenen Nische die Überreste eines Holzkästchens entdeckt. In dem Kästchen von 45 cm mal 20 cm Grundfläche und unbekannter Höhe, von der 10 cm erhalten waren, befand sich der gesamte Fund.

## Bestandteile des Fundes
Von den 2579 Münzen stammt die älteste aus dem 13. Jahrhundert, die Schlussmünze trägt das Prägedatum 1629. Da die Zerstörung des Hauses während des Dreißigjährigen Krieges für das Jahr 1637 und der Ausbruch einer als Pest bezeichneten Seuche für 1638 belegt ist, muss der Fund vor dieser Zeit und nach Prägung der Schlussmünze versteckt worden sein. Der zeitgenössische Wert der Münzen allein beträgt rund 270 Taler. Im Vergleich dazu hatten fünf zur Stadt gehörende Gemeinden jährlich gemeinsam 140 Taler Landpacht sowie Naturalien an Anklam abzugeben.
Zu den weiteren Bestandteilen des Fundes gehören zwei reich verzierte Löffel aus Silber, auf deren Rückseiten die Namen der vermuteten Besitzer eingraviert waren. Der Name Jaspar Wulf konnte einem Mitglied der Anklamer Brauzunft zugeordnet werden. Jaspar Wulf wurde am 3. Dezember 1610 in die Anklamer Braurolle eingetragen und starb am 12. April 1631.
Ein Federkielhalter wies Spuren von Tinte auf, wodurch seine Nutzung belegt wurde. Derartige Halter wurden meist von weiblichen Personen getragen und sollten deren Geschäftstätigkeit anzeigen.
Vier silberne Wappenschilde dienten als Anhänger für Willkommpokale. Weiterhin gehörten verschiedene Utensilien zeitgenössischer Kleidung wie vergoldete Gürtelbleche und Gürtelverschlüsse, Buchstabenanhänger und Textilbesätze zum Fund.

## Interpretation
Wegen Inhalt und Umfang des Fundes wird vermutet, dass nicht eine, sondern mehrere wohlhabende Personen Besitzer des Depots waren, die vielleicht ihr Eigentum vor den Kontributionsforderungen der militärischen Besatzer schützen wollten. Möglich ist auch, dass es sich um über einen längeren Zeitraum gehortetes Diebesgut handelt. Darüber, warum das Depot später nicht geborgen wurde, lassen sich nur Vermutungen anstellen, die auf das Kriegsgeschehen oder den Seuchenausbruch Bezug nehmen.